# The Penguins
The Penguins – amerykański zespół tworzący muzykę doo wop w latach 50. oraz na początku lat 60. XX wieku. Są najbardziej znani ze swojego utworu Earth Angel, która dotarła do pierwszego miejsca listy R&B magazynu Billboard oraz ósmego listy Billboard Hot 100. Tenorem grupy był Cleveland Duncan.

## Osiągnięcia
W 2004 grupa została wprowadzona do Vocal Group Hall of Fame.